# Ebráhim Kásempúr
Ebráhim Kásempúr (perzsául: ابراهیم قاسمپور; Ábádán, 1957. szeptember 11. –) iráni válogatott labdarúgó, középpályás és edző.

## Pályafutása

### Klubcsapatban
Ábádánban született. 1974 és 1976 között a Szanat Naft csapatában játszott. 1976 és 1978 között a Sáhin Teherán játékosa volt. 1978-től 1979-ig a PAS Teherán együttesét erősítette, majd az iráni forradalmat követően külföldön folytatta a pályafutását. 1979 és 1982 között az Egyesült Arab Emírségekben játszott az Emirates Club és az Al-Nasszr csapatában. 1982 és 1983 között a katari Al-Arabi labdarúgója volt. 1983 és 1985 között az egyiptomi Al Masriban futballozott. 1985-ben visszatért Katarba az Al-Rajján csapatához, ahol három évet töltött. 1988 és 1990 között az Asz-Szadd játékosa volt, melynek tagjaként bajnoki címet szerzett és 1989-ben megnyerte az Ázsiai klubok bajnokságát. 1992 és 1994 között ismét az egyiptomi Al Masriban  szerepelt. 1994-ben hazatért Iránba a PAS Teherán csapatához, ahol még lét évig játszott. 

### A válogatottban
1975 és 1978 között 28 alkalommal szerepelt az iráni válogatottban és 1 gólt szerzett. Tagja volt az 1976-os Ázsia-kupán aranyérmet szerző válogatott keretének. Részt vett az 1976. évi nyári olimpiai játékokon és az 1978-as világbajnokságon, ahol a Hollandia, a Skócia és a Peru elleni csoportmérkőzéseken kezdőként lépett pályára.

### Edzőként
1994 és 2000 között a PAS Teherán vezetőedzője volt. Az 1997–98-as idényben az iráni U23-as válogatott szövetségi edzőjeként dolgozott. 2001 és 2002 között a Szanat Naft csapatát irányította. 2002-ben rövid ideig a Bark Siráz kispadján ült. Később dolgozott még a Hatta Club (2006–07, 2008), a Szanat Naft (2007–08), a Homa FC (2008), az Emirates Club (2008–09), a Dámász Kilán (2011–12), a Szanat Mesz Kermán (2012–13) és a Szanat Naft csapatánál (2013–14).

## Sikerei, díjai
PAS Teherán
- Iráni bajnok (1): 1977–78

Al-Arabi
- Katari bajnok (2): 1982–83, 1990–91

Al-Rajján
- Katari bajnok (1): 1985–86

Asz-Szadd
- Katari bajnok (1): 1988–89
- AFC-bajnokok ligája győztes (1): 1988–89

Irán
- Ázsia-kupa győztes (1): 1976